# Matthias Drobinski
Matthias Drobinski (* 1964 in Weingarten) ist ein deutscher Journalist.

## Leben

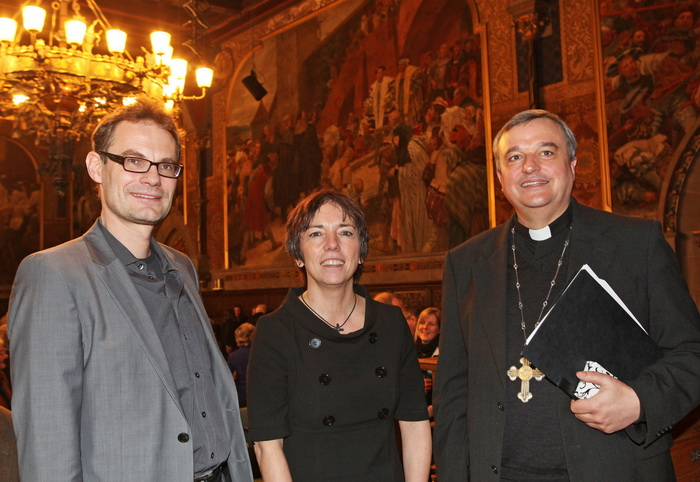
Die Hauptreferenten des XII. Marburger Ökumenegesprächs 2010 (von links): Matthias Drobinski (SZ), Margot Käßmann (EKD-Ratsvorsitzende), Karl-Heinz Wiesemann (Bischof von Speyer)

Der Katholik wuchs in Oberhessen auf und engagierte sich früh in der Jugendarbeit der Kirche. Nach dem Studium der Geschichte, der Katholischen Theologie und der Germanistik in Gießen und Mainz begann er eine journalistische Ausbildung an der Henri-Nannen-Schule in Hamburg.
Drobinski arbeitete ab 1993 als Redakteur für die deutsche Zweiwochenzeitschrift Publik-Forum und später für Die Woche sowie für den Hessischen und den Norddeutschen Rundfunk.
1997 trat er in die Redaktion der Süddeutschen Zeitung in München ein, wo er für Kirchen und Religionsgemeinschaften zuständig war. 2021 kehrte er als Reporter zum Publik-Forum zurück, 2022 wurde er Chefredakteur der Zeitschrift.

## Privates
Drobinski ist Vater zweier Kinder.

## Trivia
Im Juli 2013 erwirkte Drobinski eine einstweilige Verfügung gegen das Satiremagazin Eulenspiegel, weil es ihn in einem Artikel über die Schwulenlobby im Vatikan in Verbindung mit Homosexualität gebracht hatte. Die Augustausgabe des Magazins musste daraufhin aus dem Handel genommen werden und darf seitdem nur noch geschwärzt verkauft werden.

## Schriften
- Public Relations: Ein Handbuch zur Öffentlichkeitsarbeit in der KJG. KJG-Verlag, Düsseldorf 1989
- Bayer, Römer, Papst: Benedikt XVI. Süddt. Zeitung, München 2006, ISBN 978-3-86615-369-1
- Regeln zum Leben: Die Zehn Gebote – Provokation und Orientierung für heute. Herder, Freiburg, Br. 2008, ISBN 978-3-451-03017-8
- Oh Gott, die Kirche. Versuch über das katholische Deutschland. Patmos, Düsseldorf 2006, ISBN 3-491-72497-X.
- mit Claudia Keller: Glaubensrepublik Deutschland. Reisen durch ein religiöses Land. Herder, Freiburg (Breisgau) u. a. 2011, ISBN 978-3-451-30340-1.
- Kirche, Macht und Geld. Gütersloher Verlags-Haus, Gütersloh 2013, ISBN 978-3-579-06595-3.
- Diese Wirtschaft tötet. Mit einem Vorwort von Heribert Prantl. Süddeutsche Zeitung Edition, München 2014, ISBN 978-3-864-97208-9
- Lob des Fatalismus. Claudius, München 2018, ISBN 978-3-532-62811-9.
- mit Thomas Urban: Johannes Paul II. Der Papst, der aus dem Osten kam. C. H. Beck, München 2020, ISBN 978-3-406-74936-0.

## Auszeichnungen
- 2006: Herbert-Haag-Preis[2]